# 리카르도 마르티넬리
리카르도 마르티넬리(Ricardo Alberto Martinelli Berrocal, 1952년 3월 11일~)는 파나마의 49번째 대통령이자, 현재 파나마의 《Super 99》슈퍼마켓 체인의 이사회 회장이며, 중도 우파 정치인이다.

## 젊은 시절
마르티넬리는 파나마 시에서 리카르도 마르티넬리 파르디니와 글로리아 베로칼 파브레가의 아들로 태어났다. 그의 아버지는 이탈리아계, 그의 어머니는 스페인계이다. 미국 버지니아주 스턴톤 (Staunton)에 있는 스턴톤 사관학교에서 중등교육을 받았다. 1973년 경영학 학사로서 아칸소 대학교를 졸업하였다. 그 후 INCAE 경영 대학원에서 경영학 박사학위를 취득하였다. 마르티넬리는 마르타 리나레스와 결혼하여 세명의 자식을 두었다. (Ricardo Martinelli Linares, Luis Enrique Martinelli Linares and Carolina Martinelli Linares)

## 정치
에르네스토 페레스바야다레스 대통령 재임기간 동안, 마르티넬리는 1994년에서 1996년까지 사회 보장 장관으로 재임했다. 1999년 9월부터 2003년 1월까지 미레야 모스코소 대통령 재임기간 동안 파나마 운하 이사회 의장과 운하업무 장관의 자리에 있었다.
마르티넬리는 1998년 5월에 창당한 민주변화당의 총재이다. 2004년 파나마 총선에 대통령 후보로 출마하였으며, 5.3 %를 득표하여 4위를 차지하였다. 2009년 총선에 다시 대통령 후보로 하면서, 정치 부패를 없애고 폭력 범죄등을 감소시킨다는 공약을 했으며, 선거에서 약 3500만 달러를 소비했다. 2009년 5월 3일 마르티넬리는 총 투표 중 60%를 득표하여 37%를 얻은 발비나 에레라를 누르고 선거에서 승리했다.

## 역대 선거 결과
| 선거명      | 직책명          | 대수 | 정당        | 득표율 | 득표수    | 결과 | 당락               |
| ----------- | --------------- | ---- | ----------- | ------ | --------- | ---- | ------------------ |
| 2004년 선거 | 파나마의 대통령 | 30대 | 민주적 변화 | 5.30%  | 79,491표  | 4위  | 낙선               |
| 2009년 선거 | 파나마의 대통령 | 31대 | 민주적 변화 | 60.03% | 952,333표 | 1위  | 파나마 대통령 당선 |